# ジェリー・ユルズマン
ジェリー・ユルズマン（英語: Jerry Uelsmann、1934年6月11日 - 2022年4月4日）はアメリカ合衆国の写真家。

## 経歴
ミシガン州デトロイトに生まれる。高校生の時に写真への興味が芽生えた。当初はカメラを使うことでレンズを通して捉えた世界に生き、自分自身の外部に存在することができるようになると信じていた。成績は悪かったものの、結婚式の撮影から始めて、なんとかいくつかの職に就くことができた。最終的には美術学士号をロチェスター工科大学で、また理学修士号と美術修士号とをインディアナ大学ブルーミントン校で取得した。インディアナ大学については学位を取る前に中退している。1960年にフロリダ大学で写真を教え始めた。1967年には個展をニューヨーク近代美術館で開き、写真家としての道への扉が開かれた。
ユルズマンは複数枚のネガを元に、精緻な暗室作業を繰り返すことによって合成した写真を作る達人であり、期待通りの効果を得るためにときには3台から10台の引き伸ばし機を同時に使って作品を完成させる。オスカー・ギュスターヴ・レイランダーの技法と同様、ユルズマンの最終的な作品は単一のネガに囚われず、多数を組み合わせたものであるというアイデアの勝者である。レイランダーとは異なる作風にもかかわらず、ユルズマンは物語的な作品を探求することはせず、むしろ不可解で寓話的なシュルレアリスムの像を探求している。ユルズマンは、商業的作品よりもむしろ補助金や教職の給与で生計を立てている。
今日、デジタルカメラとPhotoshopの進歩により、写真家はユルズマンとよく似た作品を1日以内に仕上げられるようになった。しかし、当時のユルズマンは完全にアナログの道具による「魔法の技」を持つと考えられていた。未だに写真は出来事を記録した証拠と広くみなされており、ユルズマンはルーカス・サマラスのような人々とともに、そのような一般的な観点の前衛的な破壊者だと考えられている。
現代的な利便性の利点を享受し始めるのではないかという危惧に対し、ユルズマンも「私は現在のデジタル革命に共感的で、コンピュータによって作られる視覚的な選択肢には興奮させられる。しかし、自分の創作過程は暗室の錬金術に根源的に結びついたものであり続けると感じている」と述べている。現在では教職を退きフロリダ州ゲインズビルで3人目の妻のマギー・テイラーとともに暮らしている。息子のアンドルーはフロリダ大学の大学院生である。ユルズマンは現在でも写真作品を創り続けており、年によっては100作品以上を製作している。それらの中から最も好きな10作品をゆったり座って選ぶのが好きだが、それは簡単な過程ではない。
1981年のAmerican Photographer誌のレポートでは、ユルズマンはアメリカで蒐集されている写真家の上位10位に入るとされた。彼の作品のうち小さいものは現在オークションで 1000 ドルから 2500 ドルの値が付いている。
ユルズマンの作品はTVドラマ『新アウターリミッツ』のオープニングで見ることができ、同様にスティーブン・キングの2作目の小説『呪われた町』の挿絵入り版でも見られる。加えて、ユルズマンの作品はプログレッシブ・メタル・バンドのドリーム・シアターによる7枚目のスタジオアルバム『トレイン・オブ・ソート』でも使われている。日本アイ・ビー・エムの広報誌『無限大』1994年7月号の特集記事中でも、ユルズマンの作品が使われたことがある。